# Pogorzelec (wieś w województwie podlaskim)
Pogorzelec – wieś w Polsce położona w województwie podlaskim, w powiecie sejneńskim, w gminie Giby.
| SIMC    | Nazwa   | Rodzaj    |
| ------- | ------- | --------- |
| 1011543 | Słoboda | część wsi |

W latach 1975–1998 miejscowość położona była w województwie suwalskim.

## Historia
Wieś założona została w XVIII w. przez rosyjskich staroobrzędowców zbiegłych z Rosji, gdzie byli prześladowani na tle religijnym.
W 1830 r. pochodzący z Pogorzelca Onufry Jakowlew (Smirnow) założył wieś Onufryjewo, znajdującą się wówczas na terytorium Prus Wschodnich, dając tym samym początek mazurskiej diasporze staroobrzedowców skupionej wokół molenny w Wojnowie.
Według Pierwszego Powszechnego Spisu Ludności, przeprowadzonego w 1921 r., wieś Pogorzelec liczyła 461 mieszkańców (235 kobiet i 226 mężczyzn), zamieszkałych w 87 domach. Zdecydowana większość mieszkańców Pogorzelca, w liczbie 379 osób, zadeklarowała wyznanie staroobrzędowe. Pozostali zgłosili kolejno: wyznanie rzymskokatolickie (81 osób) i  wyznanie prawosławne (1 osoba). Podział religijny mieszkańców miejscowości niemal całkowicie pokrywał się z ich strukturą narodowo-etniczną, bowiem 375 osób zadeklarowało rosyjską przynależność narodową, a pozostałe 86 osób podało polską tożsamość narodową.

## Inne
We wsi znajdowała się drewniana molenna zbudowana w 1912. W 1982 została przewieziona do Gib; obecnie jest to rzymskokatolicki kościół parafialny pod wezwaniem św. Anny. Do dziś w Pogorzelcu zachowały się pozostałości cmentarza staroobrzędowców.

## Zabytki
Do rejestru zabytków Narodowego Instytutu Dziedzictwa wpisane są następujące obiekty:
- dom nr 42, drewniany, 2. połowa XIX w. (nr rej.: 28 z 13.04.1979)